# Giuseppe Ramiro Marcone
Giuseppe Ramiro Marcone (1882, S. Pietro-in-fine - Italja 1952.) je bio talijanski benediktinski redovnik. Za svećenika je zaređen 1906., a 1918. godine postao je opatom Opatije Montevergine u planinama Campanije.
1941. godine postavio ga je papa Pio XII. za vizitatora u Zagrebu, te je efektivno bio osoba za vezu s crkvenim i svjetovnim vlastima u NDH, s kojom Sveta Stolica nije nikad uspostavila službene diplomatske odnose.
Papa je G. R. Marconea uputila u Hrvatsku s izričitom uputom da “poduzme potrebo kako bi izbjegao službeni kontakt s vlastima, kako bi misija bila, i izgledala da jest, u skladu sa željama Svete Stolice, striktno vjerske naravi... Osobito, Uzoriti Prelat će savjetovati i poduprijeti monsinjora Stepinca i episkopat u odupiranju zlom utjecaju neopoganske propaganda koja bi mogla biti vršena u organizaciji nove države.” "Neopoganstvo" je bio termin, kojim je Pio XI. u enciklici Mit Brennender Sorge iz 1937. godine opisao nacizam.
U veljači 1942. godine, kada je u Zagreb stigao njemački časnik radi preuzimanja više od 5 tisuća hrvatskih Židova koji su se nalazili u Koncentracijskom logoru Jasenovac u njemačke logore, te potom deportacije svih drugih Židova, opat Marcone i nadbiskup Alojzije Stepinac su protestom kod vlasti NDH pokušali zaustaviti tu deportaciju. Vlasti NDH nisu htjele odbiti suradnju koju je Treći Reich tražio od njih, ali su ipak - odstupajući od njemačkih zahtjeva - naredile da se židovski konvertiti na kršćanstvo i Židovi koji su u braku s kršćanima izuzmu od deportiranja. Opat Marcone je tih dana uspio od opasnosti od slanja u logor spasiti manju grupu židovske djece  - među njima djece glavnog zagrebačkog rabina Miroslava Šaloma Freibergera  - koje je preko Mađarske i Rumunjske uputio u Italiju.
Nisu uspjela ni nastojanja Marconea i Stepinca da se dopusti hrvatskim židovima da preko Turske emigriraju u Palestinu. I dalje su, međutim, bila dosta uspješna zalaganja Marconea i Stepinca za židovske konvertite na katoličanstvo.
Britansko - židovski povjesničar i istraživač holokausta Martin Gilbert procjenjuje da je zahvaljujući zauzimanjima opata Marconea, oko tisuću hrvatskih Židova preživjelo II. svjetski rat.